# Gliese 581 b
Gliese 581 b ou Gl 581 b é um planeta extrassolar que orbita a estrela anã vermelha Gliese 581, localizada a 20,3 anos-luz de distância a partir da Terra, na constelação de Libra. Ele é um planeta gasoso parecido com Netuno.
Sua órbita é de cinco dias terrestres. Sua massa é quinze vezes maior que a da terra.
Sua estrela hospedeira é uma das cem estrelas mais próximas à Terra, famosa por ser a estrela que orbita o provável primeiro planeta habitável fora do Sistema Solar o denominado Gliese 581 c.

## Descoberta
O planeta foi descoberto por uma equipe de astrônomos franceses e suíços, que anunciou as suas conclusões em 30 de novembro de 2005, como uma descoberta de um dos menores planetas extrassolares já encontrados, a conclusão deixou claro que planetas podem ser mais comuns em torno das estrelas mais pequenas. Foi o quinto planeta encontrado em torno de uma estrela anã vermelha (depois dos planetas de Gliese 876 e Gliese 436 b).
O planeta foi descoberto usando o instrumento HARPS, com o qual encontraram uma oscilação na estrela hospedeira que implicava a existência do planeta.
Os astrônomos publicaram seus resultados na Astronomy and Astrophysics.